# Frederick Hibbins
Frederick Newton Hibbins (ur. 23 marca 1890 w Stamford, zm. w 1969 tamże) – brytyjski lekkoatleta (długodystansowiec), medalista olimpijski z 1912.
W 1912 zajął 3. miejsce w Crossie Narodów (poprzedniku mistrzostw świata w biegach przełajowych).
Zajął 15. miejsce w biegu przełajowym na igrzyskach olimpijskich w 1912 w Sztokholmie. Bieg był zdominowany przez biegaczy ze Szwecji i Finlandii, którzy zajęli siedem pierwszych miejsc. Do klasyfikacji drużynowej liczyły się miejsca trzech najlepszych zawodników danej reprezentacji. Brytyjczycy zajęli 15. (Hibbins), 16. (Ernest Glover) i 18. (Thomas Humphreys) miejsce, co sprawiło, że zdobyli brązowy medal w biegu przełajowym drużynowo. Hibbins na tych igrzyskach wystąpił również w biegu na 5000 metrów, w którym zakwalifikował się do finału, ale w nim nie wystartował, a także w eliminacjach biegu na 10 000 metrów, których nie ukończył.
Był mistrzem Wielkiej Brytanii (ECCU) w biegu przełajowym w 1911 i 1912.